# Pirenzepin
A pirenzepin  a gyomorsavtermelés csökkentésére, a gyomorfekély kezelésére szolgáló gyógyszer. Elősegíti a nyombélfekély gyógyulását, gátolja annak kiújulását. Felerősíti más fekély elleni gyógyszerek (cimetidin és ranitidin) hatását.
Az utóbbi évtizedben korszerűbb szerek váltották fel. Továbbra is használják a túlzott nyáltermelés csökkentésére (mely pl. a klozapin mellékhatása lehet).
A gyomorfal sejtjeinek M1-receptorain ható szelektív muszkarin antagonista.
Egy kísérlet szerint a pirenzepin lassítja a rövidlátó gyermekek látásromlásának ütemét.

## Mellékhatások
Szájszárazság, homályos látás, álmosság, szédülés, hányinger vagy étvágytalanság, elsősorban a szedés kezdetén. Később a szervezet hozzászokik a gyógyszerhez.
A szédülés kockázata csökkenthető a hirtelen felállás elkerülésével.
Az alkohol és másféle benzodiazepin szedése felerősíti a kábító, álmosító hatást.
Fokozott óvatossággal kell eljárni korábbi zöldhályog, prosztata-problémák, szívbetegség és allergia esetén.

## Adagolás
Napi 2–3×50 mg lehetőleg étkezés előtt 1–1½ órával, mivel ennyi idő kell a hatás eléréséhez.
A pirenzepin a szedés után néhány nappal éri el a teljes hatását.
A gyomorfekély ellen szedett piranzepinnel együtt rendszerint hasznos az életmódváltás, diéta, testmozgás, a stressz kerülése.
Kombinálható antacidokkal(en) és más szerekkel.

## Készítmények
A nemzetközi gyógyszerkereskedelemben:
önállóan:
- Bisvanil
- Ligeral

hidroklorid formában:
- Abrinac
- Acilec
- Cevanil
- Droxol
- Duogastral
- Durapirenz
- Frazim
- Gasteril
- Gastricur
- Gastri-P
- Gastrol
- Gastropin
- Gastropiren
- Gastrosed
- Gastrozepin
- Gastrozepina
- Gastrozepine
- Leblon
- Maghen
- Pirehexal
- Piren-Basan
- Renzepin
- Ulcepin
- Ulcin
- Ulcopir
- Ulcoprotect
- Ulcosafe
- Ulcosyntex
- Ulcuforton
- Ulgescum
- Ulpir

ranitidinnel kombinációban:
- Duo Vizerul

Magyarországon nincs forgalomban.